# ديريك غودوين
ديريك غودوين (بالإنجليزية: Derrick Goodwin)‏ هو مخرج بريطاني، ولد في 6 يوليو 1935 في لندن في المملكة المتحدة.

## وصلات خارجية
- ديريك غودوين على موقع IMDb (الإنجليزية)